# Alfonso Reyes Ramos
Alfonso Reyes Ramos (Puebla de Zaragoza, 21 de junio de 1913 - Ciudad Valles, San Luis Potosí, 26 de julio de 1969) fue un obispo mexicano que dirigió a la Diócesis de Ciudad Valles de 1966 a 1969 falleciendo en el cargo cuando solo tenía dos años de haber sido ordenado obispo. Fue ordenado sacerdote el 22 de mayo de 1937 y ordenado obispo el 24 de febrero de 1967 habiendo sido nombrado el 29 de noviembre de 1966 obispo por el papa Pablo VI.
Sus restos se encuentran en la catedral de Puebla, en la capilla de la Virgen de Guadalupe. No cuenta con placa para identificar el punto exacto de sus restos.